# Wüstenhausen
Wüstenhausen ist ein zu Ilsfeld zählender Weiler im Landkreis Heilbronn im nördlichen Baden-Württemberg. Der Weiler hatte am 31. Mai 2022 286 Einwohner.

## Geografie
Wüstenhausen liegt etwa drei Kilometer nordöstlich von Ilsfeld. Etwa einen Kilometer nördlich des Ortes erhebt sich die Burg Stettenfels bei Untergruppenbach.

## Geschichte
Im Gewann Kleines Feldle zwischen Wüstenhausen und dem Wohnplatz Landturm befand sich zur Römerzeit um 200 n. Chr. eine römische villa rustica, deren Überreste wohl noch lange zu sehen waren und die vermutlich das wüste Haus war, das dem nahen Ort später seinen Namen gab. Wüstenhausen war eine vermutlich im 12. Jahrhundert von Ilsfeld erfolgte Siedlungsgründung und wurde 1330 als villa Husen erstmals urkundlich erwähnt. Am Ort bestanden erst ein, später zwei Herrenhöfe. Ein Heilbronner Patrizier Lutwin verkaufte 1401 einen Herrenhof in Wüstenhausen an den Pfalzgrafen. Eine Liebfrauenkapelle wird bereits im Jahr 1400 genannt.
Im Ort hatten verschiedene Niederadlige Besitz: früh die Herren von Heinriet und die Grafen von Löwenstein, später die auf Burg Stettenfels sitzenden Herren Sturmfeder. 1368 fiel der Ort, nicht aber der Herrenhof, mit Ilsfeld an Württemberg, wobei Wüstenhausen außerhalb des Württembergischen Landgrabens lag, der etwas südlich des Ortes beim Wüstenhausener Landturm verlief.
1460 kam es zur Schlacht bei Wüstenhausen, bei der der württembergische Graf Ulrich der Vielgeliebte auf Pfalzgraf Friedrich den Siegreichen traf und diesen vernichtend schlug. Ein Fresko in der Alexanderkirche in Marbach am Neckar erinnert an zwei in dieser Schlacht gefallene Ritter.
Mit der Herrschaft Stettenfels kam Wüstenhausen (oder nur der Herrenhof) 1462 an die Herren von Helmstatt. Nachdem 1504 der württembergische Herzog Ulrich die Stadt Weinsberg und die Herrschaft Stettenfels erobert hatte, kam auch der Wüstenhausener Herrenhof an Württemberg. Im Bauernkrieg teilte Wüstenhausen die Geschichte der Herrschaft Stettenfels und blieb aufgrund der bauernfreundlichen Haltung des Lehnsnehmers Konrad Thumb von Neuburg von Zerstörungen verschont. 1527 ging die Herrschaft an Wolf Philipp von Hirnheim, der 1536 die Reformation in Wüstenhausen einführte.
Als die Herrschaft Stettenfels nach dem Schmalkaldischen Krieg 1546 an die katholischen Grafen Fugger kam, führte dies zu einer Spaltung der Bevölkerung in Wüstenhausen. Politisch zählte der Ort seit jeher zu Ilsfeld, kirchlich und schulisch gehörten die Bewohner der Herrenhöfe jedoch zu Untergruppenbach, die Bewohner des restlichen, größeren Weilers zu Auenstein. Diese Trennung hatte bis 1971 Bestand, als alle evangelischen Einwohner kirchlich zu Untergruppenbach kamen.
Da Wüstenhausen politisch seit jeher zu Ilsfeld zählte, kam es mit diesem 1808 zum Oberamt Besigheim und mit dessen Auflösung 1938 zum Landkreis Heilbronn. In Wüstenhausen gab es seit der zweiten Hälfte des 19. Jahrhunderts einen Anwalt genannten Teilortsvorsteher. Dieses Amt war mehrere Jahrzehnte Vorrecht der Familie Michelfelder, der letzte Anwalt war von 1945 bis zu seinem Tod 1970 der Landwirt Ernst Lutz.

## Sehenswürdigkeiten

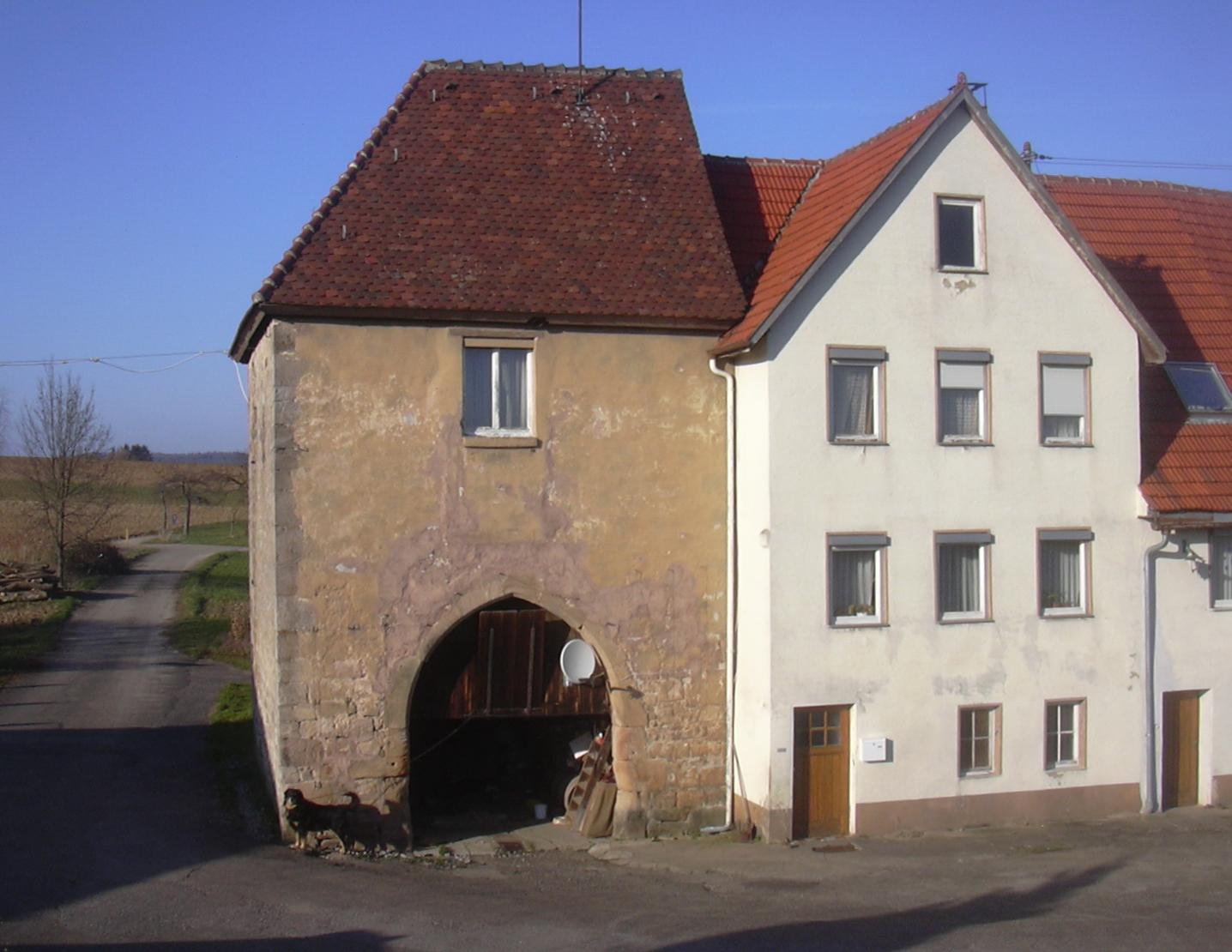
Wüstenhausener Landturm

In Wüstenhausen sind Überreste des Chors einer frühgotischen Liebfrauenkapelle erhalten. Die Kapelle wurde vermutlich im 13. Jahrhundert erbaut und 1400 erstmals erwähnt. Bei der Kapelle handelte es sich gemessen an den Ausmaßen des Chors um keine Feldkapelle, sondern um ein größeres Kirchenbauwerk. Wann und warum der Gottesdienst aufgegeben wurde, ist unbekannt. Das Bauwerk wurde im Dreißigjährigen Krieg zerstört und seitdem nicht wieder aufgebaut, der verbliebene Gebäudeteil dient seitdem als landwirtschaftliches Nebengebäude. Völlig abgegangen sind die einstigen Herrenhöfe, von denen einer im Bereich des späteren Anwesens Lutz vermutet wird. Der Landturm wenig südlich des Ortes ist ein Relikt des Württembergischen Landgrabens.